# El Barka
El Barka é uma vila na comuna de In Salah, no distrito de In Salah, província de Tamanghasset, Argélia. É apenas ao sul da rodovia N52, 5 quilômetros (3,1 milhas) a oeste de In Salah.